# Паспорт громадянина Молдови
Паспорт громадянина Молдови (рум. pașaport moldovenesc) — документ, що видається громадянам Молдови для поїздок за кордон. Термін дії паспорту 5 років (для громадян віку до 7 років) та 10 років (для громадян віку 8 років та старших). З 1 січня 2006 року громадяни Молдови мають можливість мати два паспорти з однаковим ідентифікаційним кодом. З 1 січня 2008 року доступний також біометричний паспорт. Його вартість становить 850 MDL.

## Зовнішній вигляд
Паспорт Молдови світло-блакитного кольору з державним гербом у центрі обкладинки. Слова REPUBLICA MOLDOVA викарбувані над гербом, а слова PAȘAPORT викарбувані під гербом. Обидва надписи написані румунською мовою.
У біометричному (електронному) паспорті, який видається з 1 січня 2006 року і є обов'язковим з 1 січня 2001 року, також є відповідний символ — .
З 1 січня 2006 року громадяни Молдови мають можливість мати два паспорти одночасно, подавши письмовий запит до місцевого паспортного сервісу. У паспорті 32 сторінки.

## Види паспортів
| Паспорти Молдови                         |
| ---------------------------------------- |
| Паспорт громадянина Республіки Молдова   |
| Дипломатичний паспорт Республіки Молдова |
| Службовий паспорт Республіки Молдова     |

### Паспорт громадянина Республіки Молдова
Обкладинка паспорта громадянина Республіки Молдова має вишневий колір і золотистими літерами написано REPUBLICA MOLDOVA та PAȘAPORT. Між ними розташований герб країни, також у золотому кольорі.

### Дипломатичний паспорт Республіки Молдова
Дипломатичний паспорт є документом, що посвідчує особу, який видається Міністерством закордонних справ та європейської інтеграції особам, які мають виключне громадянство Республіки Молдова, для виїзду з Республіки Молдова та в'їзду до Республіки Молдова з метою здійснення дипломатичного та консульського представництва, а також інші офіційні функції за кордоном в інтересах держави або, у випадках, суворо передбачених законом, для супроводу осіб, які мають право на дипломатичні представництва.
Також для дітей виготовлятимуть дипломатичні паспорти з біометричними даними. Перший дипломатичний паспорт з біометричними даними прем'єр-міністр Влад Філат отримав 11 квітня 2012 року.

## Картка даних
У кожному паспорті є сторінка з даними. Сторінка даних має візуальну зону та машинозчитувану зону. Візуальна зона містить оцифровану фотографію власника паспорта, дані про паспорт та дані про власника паспорта:
| Світлина                                                                                   |
| Вид документа                                                                              |
| Код країни (MDA)                                                                           |
| Серійний номер паспорта                                                                    |
| Прізвище                                                                                   |
| Ім'я (імена)                                                                               |
| Національність (що вказує на Республіку Молдова на противагу етнічній приналежності особи) |
| Дата народження (ХХ/ХХ/ХХХХ)                                                               |
| Персональний номер                                                                         |
| Стать                                                                                      |
| Місце народження                                                                           |
| Дата випуску                                                                               |
| Орган, який видав документ                                                                 |
| Термін придатності                                                                         |
| Підпис власника                                                                            |